# Khyber-Pakhtunkhwa
Khyber-Pakhtunkhwa (Pasjtoe: خیبر پښتونخوا), voorheen de Noordwestelijke Grensprovincie, is qua oppervlakte de kleinste provincie van Pakistan. De provincie grenst aan Afghanistan in het westen en het noorden, aan Gilgit-Baltistan en Azad Kasjmir in het noordoosten en het oosten, en aan Punjab (Pakistan) en Islamabad Hoofdstedelijk Territorium in het zuiden en het oosten. De Federaal Bestuurde Stamgebieden vormen een buffer tussen de Khyber-Pakhtunkhwa en Beloetsjistan. Een meerderheid van de bevolking bestaat uit Pathanen, en de belangrijkste taal is dan ook het Pasjtoe. Hoofdstad van de provincie is Pesjawar.

## Geschiedenis
Tot 1823 hoorde dit gebied bij Afghanistan, waarvan Peshawar de winterhoofdstad was. In dat jaar maakten de Sikhs uit de Punjab zich met Britse steun meester van de regio. In 1849 namen de Britten de bezittingen van de Sikhs over, en in 1855 legden ze de grens vast met de Emir van Afghanistan. Het was Lord Curzon, onderkoning van 1899 tot 1905, die de North-West Frontier Province instelde.
In april 2010 werd door een amendement op de Pakistaanse grondwet de naam veranderd in 
Khyber-Pakhtunkhwa. Deze naam (Engels: North-West Frontier Province) stamde nog uit de koloniale tijd. Een deel van de Pathanen noemde de provincie Pakhtunkhwa (Pasjtoe: پښتونخواه) of Afghania (Pasjtoe: افغانيه) wat Pathaans gebied betekent in het Pasjtoe. In eerste instantie wilde de Pathaanse meerderheid de provincie Pakhtunkhwa noemen, maar om tegemoet te komen aan de grote groep etnische minderheden in de provincie, kwamen de verschillende partijen met elkaar overeen om de provincie Khyber-Pakhtunkhwa te noemen. Khyber komt van de in het westen van de provincie gelegen Khyberpas, de belangrijkste bergpas die Pakistan en Afghanistan met elkaar verbindt.
In het Urdu wordt de provincie soms Sarhad (سرحد) genoemd.

## Geografie
De provincie heeft een oppervlakte van 74.521 km². De hoofdstad en de grootste stad in de provincie is Pesjawar. Andere belangrijke steden zijn Nowshera, Mardan, Mansehra, Charsadda, Ayubia, Nathia Gali and Abbottabad. Havelian is het westelijke beginpunt van de Karakoram Highway.
Het grootste deel van Khyber-Pakhtunkhwa ligt op het Hoogland van Iran en de Euraziatische plaat. Een aantal gebieden in het meest oostelijke deel van de provincie ligt nabij het Indische subcontinent. Dit zorgt voor seismische activiteit in het gebied, zoals de aardbeving van Kasjmir in 2005.
De Khyberpas verbindt de provincie met Afghanistan en daarmee verbindt het Zuid-Azië met Centraal-Azië en het Midden-Oosten. De Kohallabrug bij Bakot is een belangrijke oeververbinding over de Jhelum.
In het zuiden van de provincie zijn droge rotsachtige gebieden te vinden, terwijl het noorden bestaat uit bosgebieden en groene vlaktes. Het klimaat is doorgaans extreem, met extreem warme zomers en zware vorst in de winter. Ondanks de weersextremen is landbouw een belangrijke economische sector in het gebied. De heuvelachtige gebieden trekken veel toeristen.
De Takht-i-Bahi is de ruïne van een boeddhistisch klooster uit de eerste eeuw voor Christus en staat op de werelderfgoedlijst.
De provincie kan geografisch in twee delen opgesplitst worden. Het noordelijke deel loopt van het Hindoekoesj-gebergte tot de rand van het Pesjawar-bekken. Dit gebied heeft een koud bergklimaat. Het is besneeuwd in de winter, met zware regenval in de zomer. Uitzondering hierop is het Pesjawar-bekken, dat in de zomer juist extreem warm is met gematigde regenval. Het zuidelijke deel loopt van Pesjawar tot het Derajat-bekken, en is droog met hete zomers, redelijk koude winters en nauwelijks neerslag.
De belangrijkste rivieren in het gebied zijn Kabul, Swat, Chitral, Panjgora, Bara, Karam, Gomal en Zob.

## Bevolking
In de periode 1972-2017 is de bevolking van Khyber-Pakhtunkhwa ongeveer drieëneenhalf maal vervoudigd (zie: onderstaand tabel). Peshawar was met 4,2 miljoen inwoners in 2017 het grootste district, gevolgd door Mardan en Swat (district) (beide 2,3 miljoen inwoners). Andere districten met minimaal 1 miljoen inwoners waren: Dera Ismail Khan, Swabi, Charsadda, Mansehra, Nowshera, Lower Dir, Abbottabad, Banu en Haripur.
| Bevolking (1972) | Bevolking (1981) | Bevolking (1998) | Bevolking (2017) |
| ---------------- | ---------------- | ---------------- | ---------------- |
| 8.388.551        | 11.061.328       | 17,743,645       | 30.523.371       |

### Religie
De grootste religie in Khyber-Pakhtunkhwa is de islam. In de volkstelling van 2017 vormden moslims 99,44% van de bevolking. Er zijn ook kleinere aantallen Ahmadiyya en christenen.
| Religie in Khyber-Pakhtunkhwa (2017) | Religie in Khyber-Pakhtunkhwa (2017) | Religie in Khyber-Pakhtunkhwa (2017) | Religie in Khyber-Pakhtunkhwa (2017) | Religie in Khyber-Pakhtunkhwa (2017) |
| ------------------------------------ | ------------------------------------ | ------------------------------------ | ------------------------------------ | ------------------------------------ |
|                                      |                                      |                                      |                                      |                                      |
| Islam                                | Islam                                |                                      | 99,44%                               | 99,44%                               |
| Hindoeïsme                           | Hindoeïsme                           |                                      | 0,21%                                | 0,21%                                |
| Christendom                          | Christendom                          |                                      | 0,03%                                | 0,03%                                |
| Andere religies                      | Andere religies                      |                                      | 0,09%                                | 0,09%                                |
| Ahmadiyya                            | Ahmadiyya                            |                                      | 0,24%                                | 0,24%                                |

## Bestuurlijk indeling
De provincie is verdeeld in 24 districten:
| - Abbottabad - Bannu - Batagram - Buner - Charsadda - Chitral - Dera Ismail Khan - Hangu - Haripur - Karak - Kohat - Kohistan | - Lakki Marwat - Lower Dir - Malakand - Mansehra - Mardan - Nowshera - Peshawar - Shangla - Swabi - Swat - Tank - Upper Dir |  |

Beloetsjistan · Khyber-Pakhtunkhwa · Punjab · Sind · Hoofdstedelijk Territorium Islamabad · Federaal Bestuurde Stamgebieden · Azad Kasjmir · Gilgit-Baltistan